# Rozványi Vilmos
Rozványi Vilmos, született Rzepka Vilmos Mihály (Budapest, 1892. február 7. – Budapest, Józsefváros, 1954. október 26.) magyar író, költő, újságíró. 

## Élete
Rzepka János sziléziai molnár és Takács Anna (1864–1942) fia. Első verseit még egyetemi hallgató korában közölte a Nyugat című folyóirat. Az 1918-as őszirózsás forradalom alatt a Kassák Lajos által szerkesztett A Tett és Ma munkatársa volt. A Tanácsköztársaság bukása után a jobboldalhoz csatlakozott, az Új Nemzedék című lap munkatársa, majd szerkesztő-helyettese lett. Később a Képes Krónika irodalmi, színházi kritikusa volt. 1945 után a Kis Újság szerkesztőségének tagjává vált. Tagja volt a Magyar Újságírók Országos Szövetségének.
Házastársa Zoglauer Anna Vilma volt, akit 1921. szeptember 27-én a Terézvárosban vett nőül.

## Főbb művei
- Virrasztó (versek, Budapest, 1920)
- A tilalmason (regény, Budapest, 1921)
- Árnyak a hamufelhőn (regény, Budapest, 1935)
- Fénysugár a vadonban (Budapest, 1943)
- A végzetes baldráma (kisregény, Budapest, 1943)
- Ég a föld (regény, Budapest, 1943)
- Így kezdődik!… (kisregény, Budapest, 1944)

### Műfordításai
- Camille Lemonnier: A halott (Békéscsaba, 1920)
- Guy de Maupassant: Une vendetta: vérbosszú (Budapest, 1920)